# Nikolauskirche (Pyskowice)

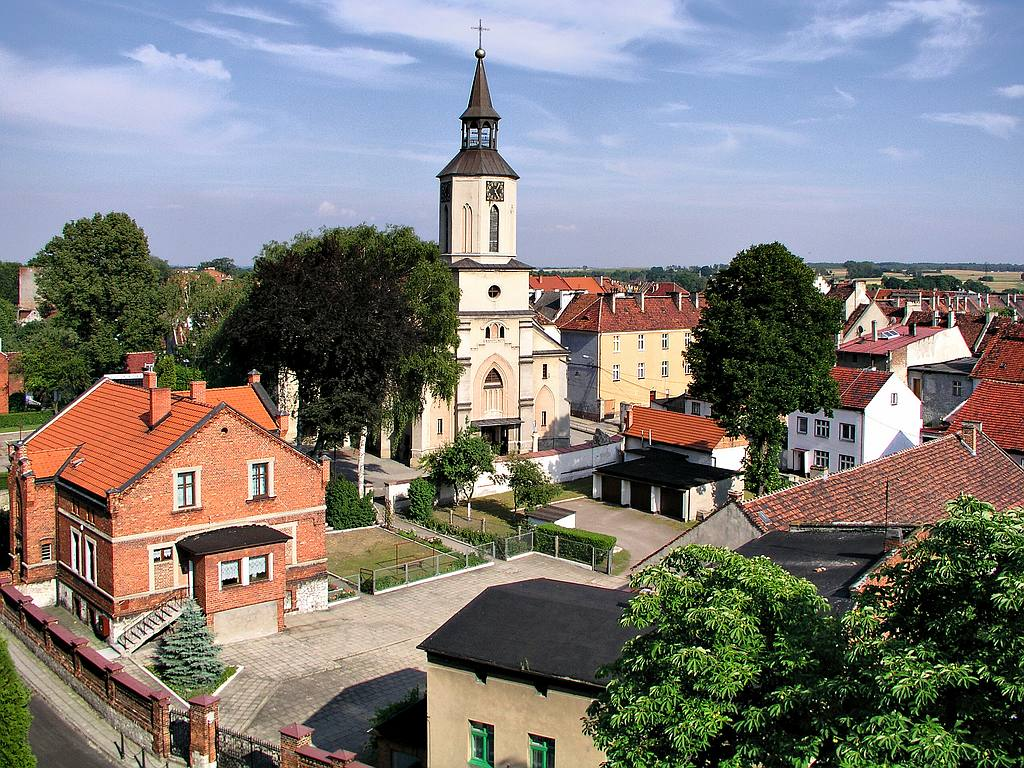
Blick auf die Nikolauskirche

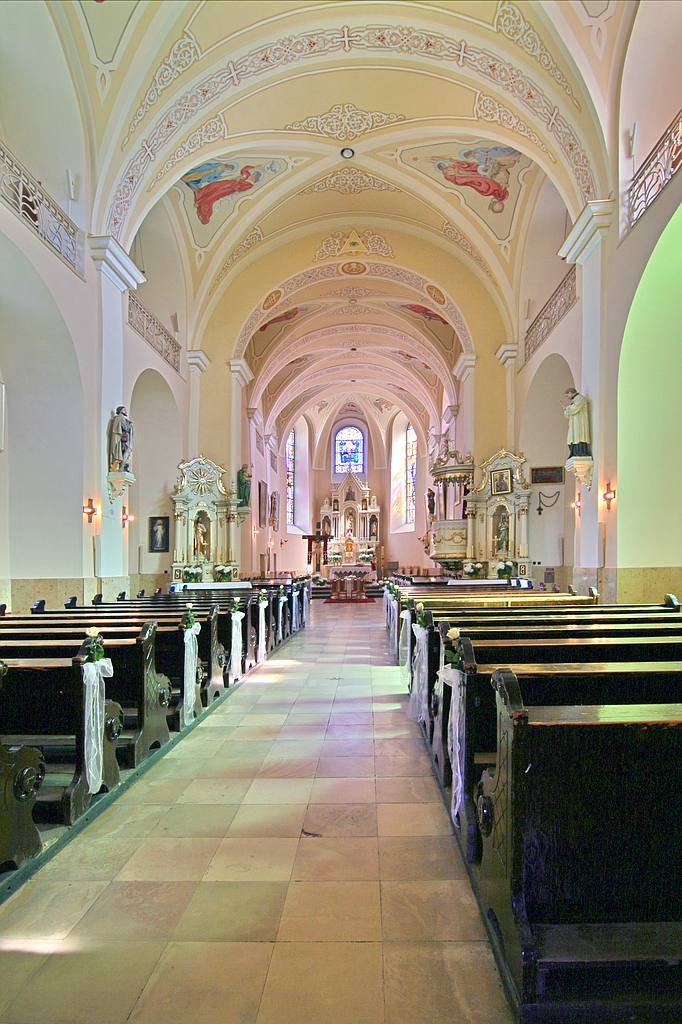
Innenansicht

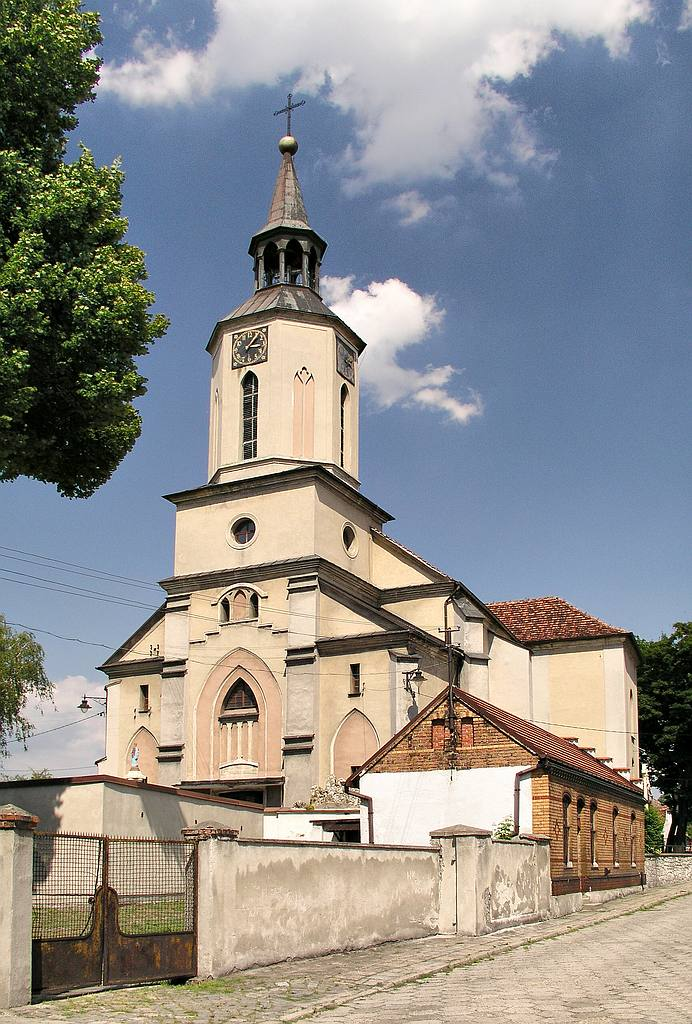
Blick auf die Kirche

Die Nikolauskirche im oberschlesischen Pyskowice (Peiskretscham) ist die römisch-katholische Pfarrkirche der Stadt. Die Kirche im gotischen Stil stammt aus dem 15. Jahrhundert und ist dem heiligen Nikolaus von Myra geweiht. Sie ist die älteste Kirche der Stadt. Das Bauwerk wurde in das Denkmalregister der Woiwodschaft Schlesien aufgenommen.
Zur Nikolausgemeinde gehören auch die Friedhofskirche St. Stanislaus sowie die Friedhöfe an der ul. Cmentarna und der ul. Cicha.

## Geschichte
Die erste urkundliche Erwähnung von Peiskretscham stammt aus dem Jahr 1256. Damals wurde auch bereits die Existenz einer Kirche erwähnt, die dem heiligen Paulus geweiht war. Bei der ursprünglichen Kirche handelte es sich um einen Holzbau. Sie wurde durch die Brüder Lutozat und Lonek gestiftet, den Söhnen von Pisco. 1412 wurde die Kirche dem heiligen Nikolaus geweiht. Um 1450 wurde die hölzerne Kirche durch einen neuen steinernen Bau ersetzt. Dieser brannte 1622 aus und wurde daraufhin wieder aufgebaut. Von der Reformation bis 1629 war die Nikolauskirche evangelisch, mit der Gegenreformation wurde sie wieder römisch-katholisch. Von 1727 bis 1728 folgte eine Vergrößerung des Kirchengebäudes. Beim großen Stadtbrand 1822 wurde die Kirche erneut beschädigt, der Kirchturm aus Holz sowie die Inneneinrichtung wurden zu großen Teilen zerstört. Nach den Plänen des Architekten Deschner wurde die Kirche wiederhergestellt und umgestaltet. 1824 wurde der steinerne Kirchturm fertiggestellt. 1913 wurde der Kirchturm saniert; um die Renovierung des Turms zu finanzieren konnte man Ziegelsteine als Spende erwerben. Diese künstlerisch gestalteten Ziegel zeigten die Nikolauskirche, ein Bildnis Marias mit dem Jesuskind und den heiligen Nikolaus.

## Architektur
Bei der Nikolauskirche handelt es sich um ein gotisches Bauwerk mit neogotischen und barocken Elementen. Sie ist geostet, gemauert und die Fassade ist verputzt. Das Innere der Kirche ist im barocken Stil ausgestattet. Ein dem heiligen Johannes von Nepomuk gewidmeter Altar aus dem 17. Jahrhundert hat sich bis heute erhalten, er überstand als eines der wenigen Ausstattungsstücke den Stadtbrand von 1822. Der Hauptaltar verfügt über ein Bildnis des heiligen Nikolaus. Die Orgel wurde 1897 durch Ernst Kurzer geschaffen. Im Süden und im Norden befinden sich jeweils eine Seitenkapellen aus den Jahren 1727 bis 1728, die sich symmetrisch gegenüber stehen. Der Kirchturm befindet sich an der Westseite.
Zudem existieren noch einige mittelalterliche Liturgische Geräte der Kirche, wie ein Stehkreuz aus Metall von 1370, ein Kelch von 1510 und ein Kelch von 1515.
Auf dem Hof an der Kirche befinden sich ein Kreuzweg und mehrere Grotten, darunter eine Mariengrotte von 1909, sowie eine Mariensäule.